# Polyclinum tingens
Polyclinum tingens is een zakpijpensoort uit de familie van de Polyclinidae. De wetenschappelijke naam van de soort werd in 2012 voor het eerst geldig gepubliceerd door Françoise Monniot.